# Bridgetta Tomarchio
Bridgetta Tomarchio (ur. 25 grudnia 1978 w Baltimore w stanie Maryland, USA) – amerykańska aktorka.